# Echium khuzistanicum
Echium khuzistanicum är en strävbladig växtart som beskrevs av V. Mozaffarian. Echium khuzistanicum ingår i släktet snokörter, och familjen strävbladiga växter. Inga underarter finns listade i Catalogue of Life.